# Reticulidia
Reticulidia is een geslacht van weekdieren uit de klasse van de Gastropoda (slakken).

## Soorten
- Reticulidia fungia Brunckhorst & Gosliner in Brunckhorst, 1993
- Reticulidia gofasi Valdés & Ortea, 1996
- Reticulidia halgerda Brunckhorst & Burn in Brunckhorst, 1990
- Reticulidia suzanneae Valdés & Behrens, 2002